# Fahnenappell (Schulveranstaltung)

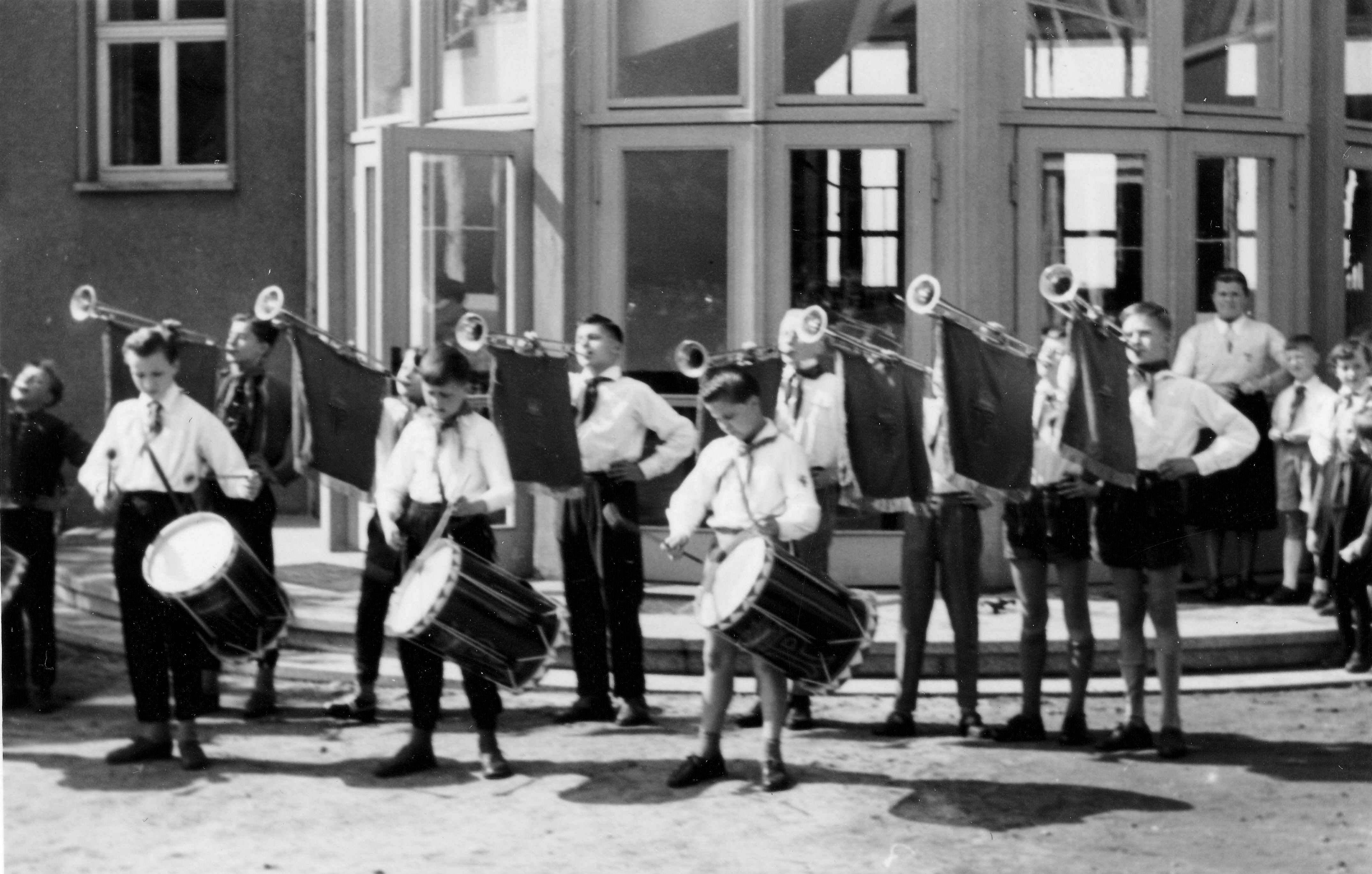
Pionierorganisation Ernst Thälmann, großer wöchentlicher Fahnenappell in der Polytechnischen Oberschule (POS) Elsterwerda-Biehla (ca. 1960)

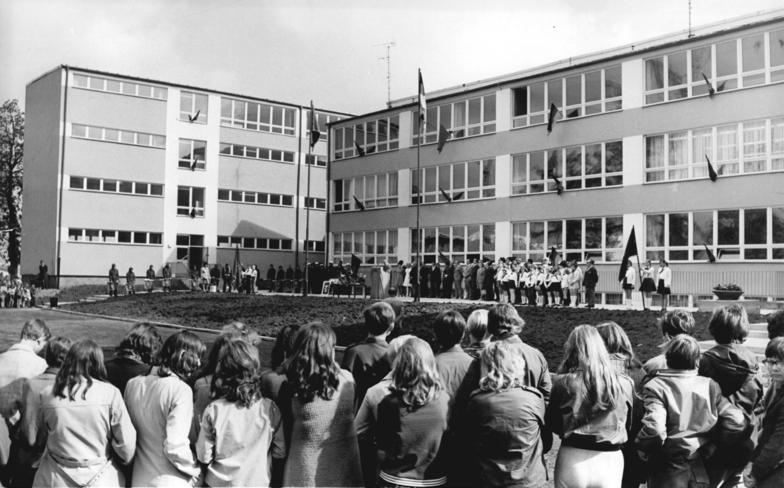
Fahnenappelle gab es zum Schuljahresbeginn (Anfang September) und zu besonderen Anlässen, wie hier bei der Einweihung der 39. POS in Erfurt, einem 1972 erbauten Typenschulbau.

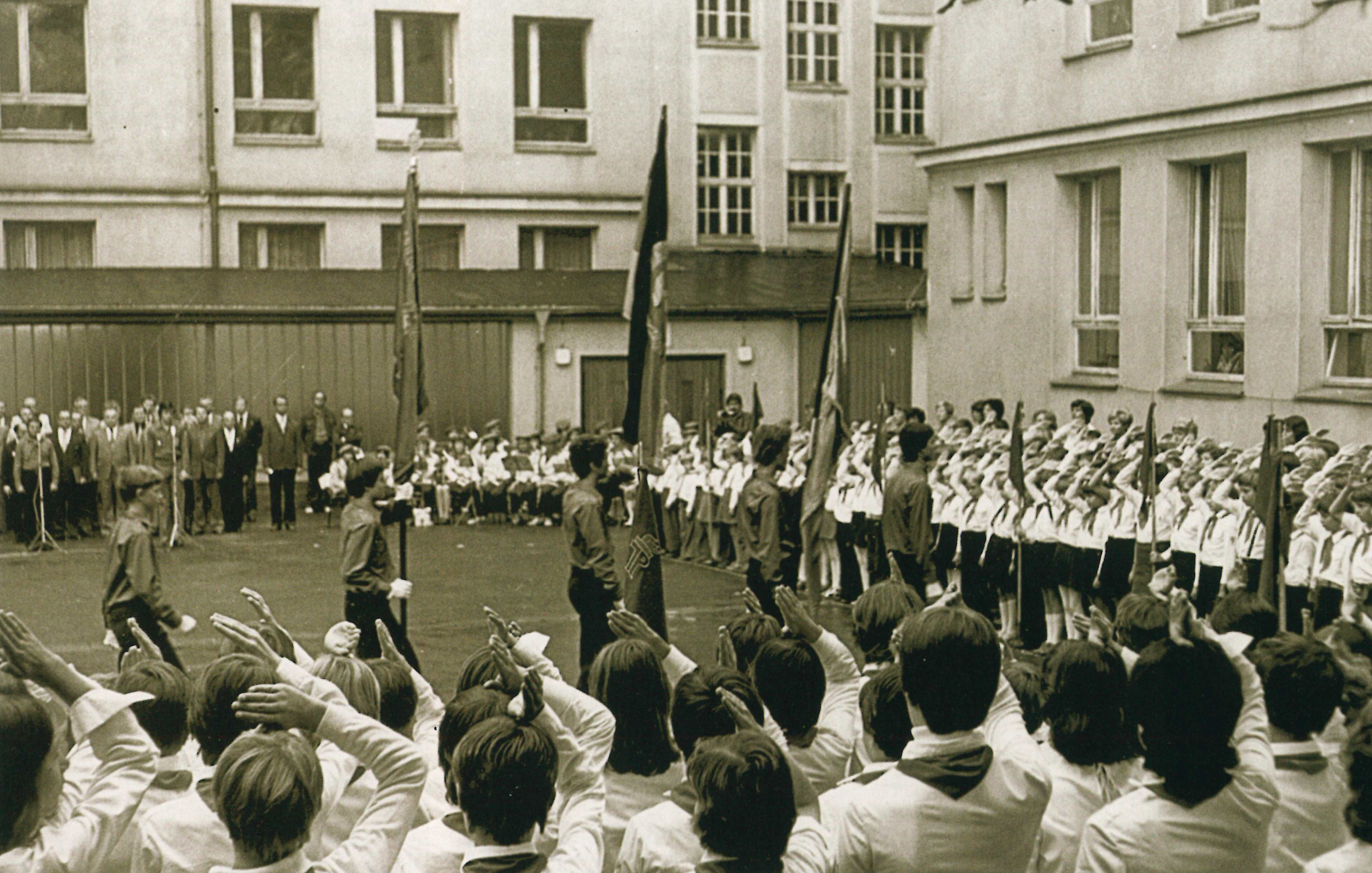
Fahnenappell in Bernsdorf, 1979

Der Fahnenappell war in der DDR eine formell an das gleichnamige Militärritual angelehnte Veranstaltung an allgemeinbildenden Schulen, welche mehrmals im Jahr zu besonderen Anlässen, zum Beispiel dem ersten und letzten Schultag, stattfand. Dabei versammelten sich Lehrer und Schüler auf dem Schulhof, in der Aula oder in der Turnhalle zu einer Zeremonie. Die Zeremonie folgte militärischen Regeln; so wurde ein- beziehungsweise ausmarschiert und Kommandos wie „Augen geradeaus“, „Links um“ oder „Stillgestanden“ verwendet.
Insbesondere wurde ein Fahnenkult zelebriert, der im zeremoniellen Hereintragen der Pionier- und FDJ-Fahne durch ein „Fahnenkommando“ bestand. Die Fahnen wurden mit dem „Pioniergruß“ bzw. dem FDJ-Gruß gegrüßt und standen während des Appells als höchste Autorität (und Symbol für die einheitliche ideologische Ausrichtung) im Mittelpunkt der Aufmerksamkeit. Der Appell war erst beendet, nachdem das Fahnenkommando auf zeremonielle Weise die Fahnen wieder ins Pionierzimmer oder einen anderen „würdigen“ Aufbewahrungsort zurückgebracht hatte.

## Geschichte
Seinen Ursprung hatte der Fahnenappell in der sowjetischen Pädagogik nach Anton Semjonowitsch Makarenko (siehe →Kollektiverziehung). Makarenko fand in den 1920er Jahren zwei Gründe für (äußere) militärische Formen des Umgangs sowohl von Pädagogen mit Jugendlichen als auch Jugendlichen untereinander (und wurde übrigens von den zeitgenössischen Behörden dafür kritisiert). Zum einen war die Rote Armee für mehrere Jahre die einzige zuverlässige Stütze der Sowjetmacht und damit wichtigster Träger staatlicher Ordnung, außerdem hatten die verwahrlosten Jugendlichen, zu deren Resozialisierung Makarenkos Gorki-Kolonie geschaffen wurde, noch keine andere stabile Ordnung kennengelernt. Militärische Bräuche und Rituale bildeten somit einen sicheren Rahmen für das Alltagsleben in der Kolonie. Die Kollektivstrukturen für das Arbeiten und Lernen in der Gorki-Kolonie bestanden im Wesentlichen aus „Einsatzabteilungen“ und ihren „Kommandeuren“.
Es fiel den DDR-Oberen leicht, diese Bräuche und Rituale auch unter DDR-Bedingungen für zweckmäßig zu erachten, da das ehemals zaristische russische Militär auf der Grundlage des preußischen Exerzierreglements ausgebildet war und die Rote Armee selbstverständlich daran anknüpfte. Somit war bereits den Pädagogen der jungen DDR diese Art des Exerzierens einigermaßen vertraut.
Während der Veranstaltung wurden üblicherweise von einer Schulklasse Texte, Lieder und Gedichte zu einem bestimmten Thema (z. B. Frieden) vorgetragen, seltener gab es auch Musik vom Band oder Vorträge von besonderen Gästen (z. B. antifaschistischer Widerstandskämpfer oder ihrer Witwen). Im Rahmen des Appells wurden auch Leistungsabzeichen für besondere schulische, sportliche oder politische Leistungen vergeben.
Erwünscht, aber nicht zwingend vorgeschrieben, war eine entsprechende Kleidung: für die Pioniere ein weißes Pionierhemd mit Emblem auf dem Ärmel, ein rotes (seit 1974) beziehungsweise blaues Pioniertuch (Thälmann- bzw. Jungpionier); für die FDJler: FDJ-Hemd.